# 凱薩琳·昆蘭
凱薩琳·戴妮絲·昆蘭（Kathleen Denise Quinlan，1954年11月19日—）是一名美國女演員，出生於加州帕沙第納。凱薩琳·昆蘭所演出的最知名之角色為飾演阿波羅13號（1995）中的瑪麗蓮·洛維爾（Marilyn Lovell，太空人吉姆·洛維爾之妻），在1996年舉辦的第68屆奧斯卡金像獎中她以該角色獲得最佳女配角提名。其他昆蘭出演的電影包括隔山有眼（2006）、新郎不是我（2008）等。